# Manuel Martín González
Manuel Martín González fue un pintor español nacido en Guía de Isora, Tenerife, el 14 de junio de 1905

## Biografía
De orígenes humildes, y siendo el mayor de nueve hermanos, mostró desde muy niño dotes para el dibujo y la pintura . Cuando contaba con 13 años de edad sus padres lo envían, a pesar del gran esfuerzo económico que les suponía, a desarrollar sus aptitudes artísticas en manos del escultor Germán Compaña y del pintor Teodomiro Robayna en las ciudades de San Cristóbal de la Laguna y Santa Cruz de Tenerife.
A pesar de vivir en la capital insular no se desvinculó de su pueblo rural, en el cual recibe un diploma de mérito por una marina presentada cuando solo tenía 16 años. A los 18 años, en 1923, emigró a Cuba donde trabajó como artista publicitario y donde se casó con Pilar Ramón Mesa, fallecida en 1980. El matrimonio regresó de La Habana a Guía de Isora en 1932 y en 1942 fijó su residencia en Santa Cruz de Tenerife. 
Participó en numerosas exposiciones, en el Casino de La Orotava (1940), en el Círculo de Bellas Artes de Santa Cruz de Tenerife (1945), en el Gabinete Literario de Las Palmas de Gran Canaria (1947), en la Sala Dardo de Madrid (1952) y en el Casino de Tenerife (1957). Fue galardonado con el premio de la Bienal Regional de Bellas Artes del Gabinete Literario de Las Palmas de Gran Canaria en 1946.
Martín González falleció en La Laguna el 30 de septiembre de 1988, a la edad de 83 años. Sus restos reposan en el cementerio capitalino de Santa Lastenia.

## Honores y reconocimientos
- (1951) Hijo Predilecto del municipio de Guía de Isora
- (1952) Miembro de número del Instituto de Estudios Canarios
- (1963) Presidente de la Sección de Pintura del Círculo de Bellas Artes de Santa Cruz de Tenerife
- (1971) Académico Correspondiente de la Academia de Artes y Ciencias de San Juan de Puerto Rico[1]

En su pueblo natal de Guía de Isora, lleva su nombre una calle del casco histórico, así como el Instituto de Enseñanza Secundaria y la Casa de la Cultura. El Ayuntamiento Isorano mantiene una Sala Museo con obras de su pintor más universal.
Se le ha considerado uno de los mejores paisajistas del siglo XX tanto por sus composiciones artísticas como por la excepcional comprensión del medio natural de las islas. Entre sus obras más destacadas, figura el famoso cuadro El árbol que representa el Roque Cinchado del Parque nacional del Teide, en Tenerife.